# Franz Ziegler
Franz Ziegler (Wiener Neustadt, 12 de dezembro de 1937 – 4 de janeiro de 2016) foi um engenheiro austríaco, professor de mecânica geral da Universidade Técnica de Viena.

## Vida e carreira
Após a matura Franz Ziegler começou a estudar engenharia mecânica em 1956 na Universidade Técnica de Viena, obtendo o diploma em 1961. De 1962 a 1971 foi assistente do professor Heinz Parkus no Instituto de Mecânica da Universidade Técnica de Viena. Obteve um doutorado em 1964. Em 1967/1968 foi Research Fellow Max-Kade na Universidade Northwestern em Evanston, Illinois. Em 1971 habilitou-se na Universidade Técnica de Viena, onde tornou-se em 1972 professor.
Publicou cerca de 280 trabalhos. É autor do livro Technische Mechanik der festen und flüssigen Körper, que teve diversas edições em alemão, inglês e russo.
Foi secretário geral da International Union of Theoretical and Applied Mechanics (IUTAM), presidente e vice-presidente da Gesellschaft für Angewandte Mathematik und Mechanik (GAMM), presidente do International Institute of Acoustics and Vibrations (IIAV) e presidente da Österreichische Gesellschaft für Erdbebeningenieurwesen und Baudynamik (OGE).

## Livros
- Technische Mechanik der festen und flüssigen Körper, 3.ª Ed., 564 p., Springer-Verlag, Viena: 1998, ISBN 3-211-83193-2
- Mechanics of Solids and Fluids, 2.ª Ed., segunda impressão corrigida, 845 p., Springer-Verlag, Nova Iorque: 1998, ISBN 0-387-94399-4